# Angelo Mattea
Angelo Mattea (ur. 21 października 1892 roku w miejscowości Santhià, zm. w 1960 roku) – były włoski piłkarz występujący na pozycji napastnika. Podczas kariery grał między innymi w Juventusie, US Torinese oraz reprezentacji Włoch. W latach 1936–1938 był trenerem SSC Napoli.